# プッシャー (1996年の映画)
『プッシャー』（Pusher）は、1996年のデンマークの犯罪映画。ニコラス・ウィンディング・レフンの監督デビュー作で、出演はキム・ボドゥニアとマッツ・ミケルセンなど。コペンハーゲンを舞台に麻薬密売人（プッシャー）の男が借金地獄にはまっていく姿を描いたサスペンス・スリラーである。
続編として『プッシャー2』（2004年）と『プッシャー3』（2005年）が公開され、トリロジー（三部作）となっている。また、2010年にヒンディー語版リメイク、2012年に英語版リメイクがどちらもイギリスで制作されている。
日本でビデオ化された際のタイトルは『プッシャー/麻薬密売人』。

## キャスト
- フランク: キム・ボドゥニア - 麻薬密売人（プッシャー）。
- ミロ: ズラッコ・ブリック（デンマーク語版） - 麻薬密売組織のボス。セルビア系。菓子作りが趣味。
- ヴィク: ローラ・ドライスベイク（デンマーク語版） - フランクの恋人。高級娼婦。
- ラドヴァン: スラッコ・ラボヴィック（デンマーク語版） - ミロの用心棒。レストラン経営が夢。
- トニー: マッツ・ミケルセン - フランクの相棒。

## 作品の評価
Rotten Tomatoesによれば、18件の評論のうち高評価は83%にあたる15件で、平均点は10点満点中7.1点となっている。
Metacriticによれば、11件の評論のうち、高評価は9件、賛否混在は2件、低評価はなく、平均点は100点満点中72点となっている。